# Girl from Phantasia
Girl from Phantasia (ふぁんたじあ?), también conocido como Fantasia, es un manga escrito por Akane Nagano, el cual fue adaptado al formato OVA y dirigido por Jun Kamiya.

## Argumento
Akihiro es un adolescente que sólo tiene un objetivo: tener una cita romántica con Miyuki, la chica más bonita del Instituto. Un día, encuentra una alfombra en la calle y decide llevársela a su casa. Lo que no sabe es que dicha alfombra es la entrada al mundo mágico de Phantasia.

## Media

### Manga
Fue escrito por Akane Nagano y consta de 5 volúmenes. Fue distribuido por la editorial Takeshobo.

### OVA
La primera parte de este manga fue adaptado a un OVA que consta de un solo episodio. El mismo fue producido por el estudio Production I.G y dirigido por Jun Kamiya.

#### Reparto
| Personaje        | Seiyū Original (Japón) |
| ---------------- | ---------------------- |
| Akihiro          | Shinnosuke Furumoto    |
| Maron            | Mitsuki Yayoi          |
| Rorl             | Keiichi Nanba          |
| Mont Blanc       | Junko Ohtsubo          |
| Short            | Kikuko Inoue           |
| Miyuki Tanaka    | Mako Hyoudou           |
| Madre de Akihiro | Toshiko Sawada         |

#### Banda sonora
- Ending: Dare yori mo Zutto... por Masami Okui.